# Siwy Kocioł
Siwy Kocioł (Szczepanowy Lej) – jaskinia położona w masywie Małołączniaka w Dolinie Małej Łąki w Tatrach Zachodnich, jedno z ostatnich dużych odkryć jaskiniowych w Tatrach. Wejście do niej znajduje się na wysokości 1827 metrów n.p.m. w leju krasowym, położonym blisko krawędzi ściany, jaką Kotliny opadają do Baranich Schodów, a później do Niżniej Świstówki. Długość jaskini wynosi 1318 metrów, a jej deniwelacja 295 metrów.

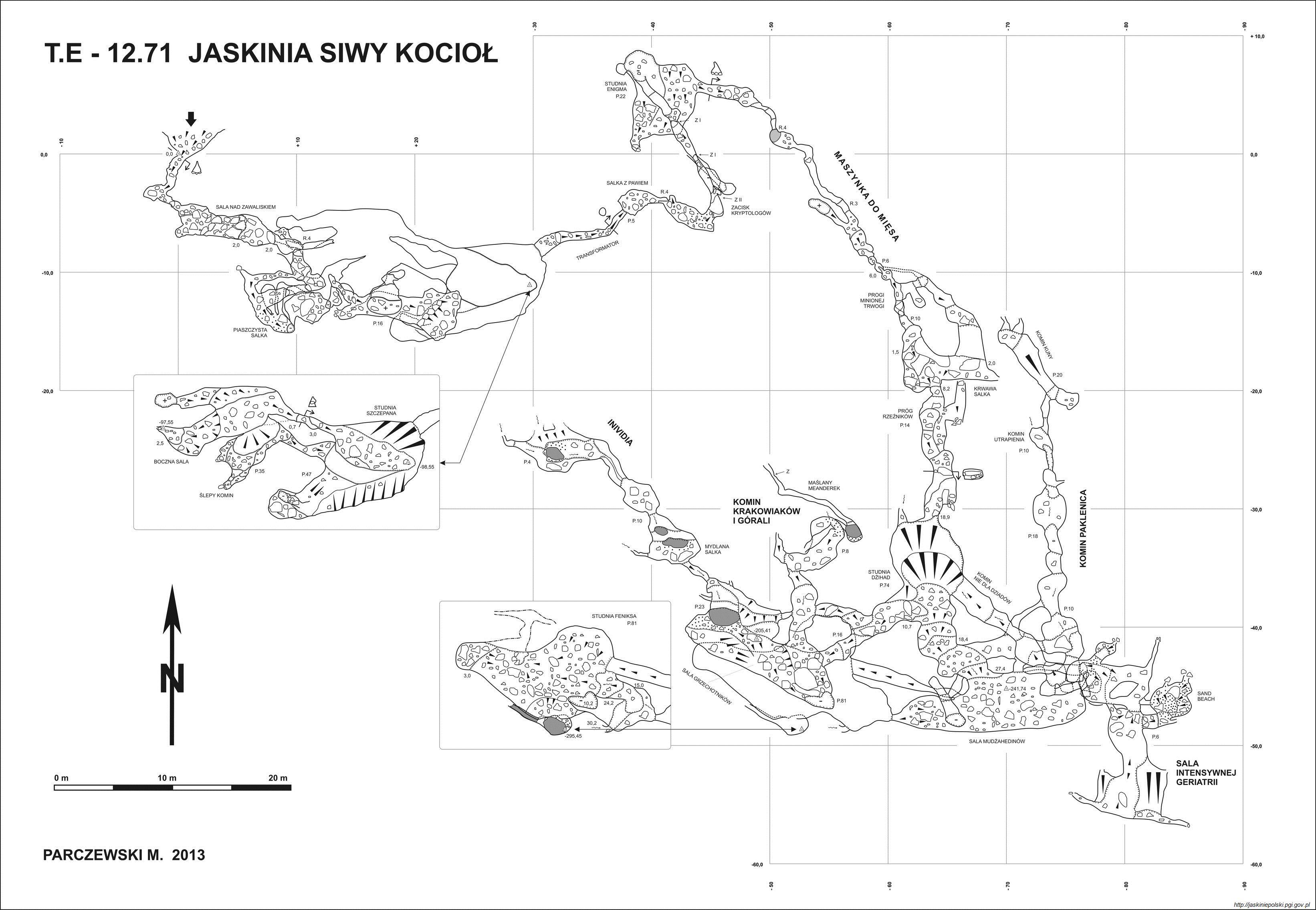
Plan jaskini

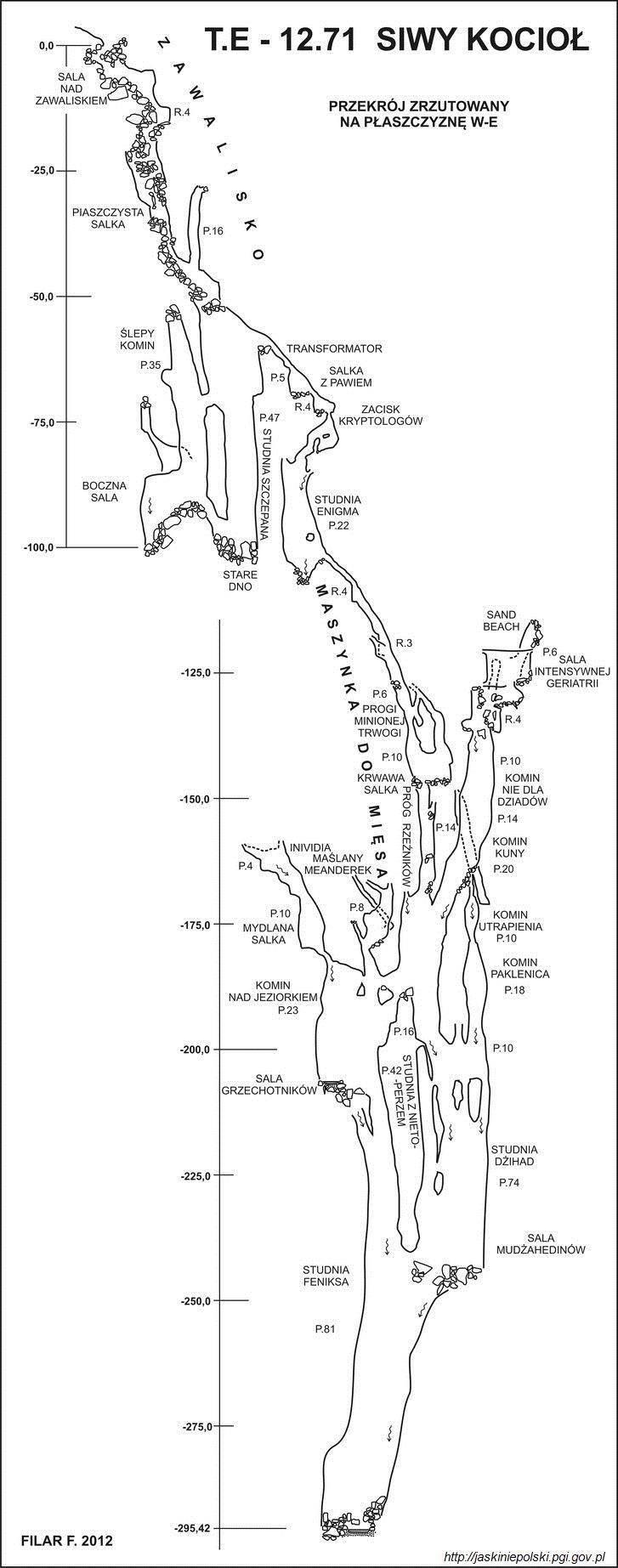
Przekrój jaskini

## Opis jaskini
Siwy Kocioł jest typową jaskinią o rozwinięciu pionowym. Jej wstępne partie mają charakter zawaliskowy. Dalej znajduje się 47-metrowa Studnia Szczepana (obok jest wejście do Ślepego Komina i położonej obok niego Bocznej Sali), od której odgałęzia się ciąg nazwany z powodu intensywnego przewiewu powodującego dudnienie Transformatorem. Za nim znajduje się Salka z Pawiem, Zacisk Kryptologów i Studnia Enigma (22 metry głębokości). Dalsze partie Siwego Kotła są kruche i niebezpieczne, co znalazło odzwierciedlenie w niektórych nazwach (Maszynka do mięsa, Próg Rzeźników, Krwawa Salka) pochodzących od kontuzji, jakich doznali eksplorujący ją grotołazi, spowodowanych spadających kamieniami. Dalej znajduje się Studnia Dżihad (74 metry głębokości). W bok odchodzi ciąg do Sali Intensywnej Terapii i ciąg do Sali Grzechotników, natomiast poniżej znajduje się Sala Mudżahedinów i Studnia Feniksa (81 metrów) kończąca się zawaliskiem z jeziorkiem. Jest to najniższy punkt jaskini.

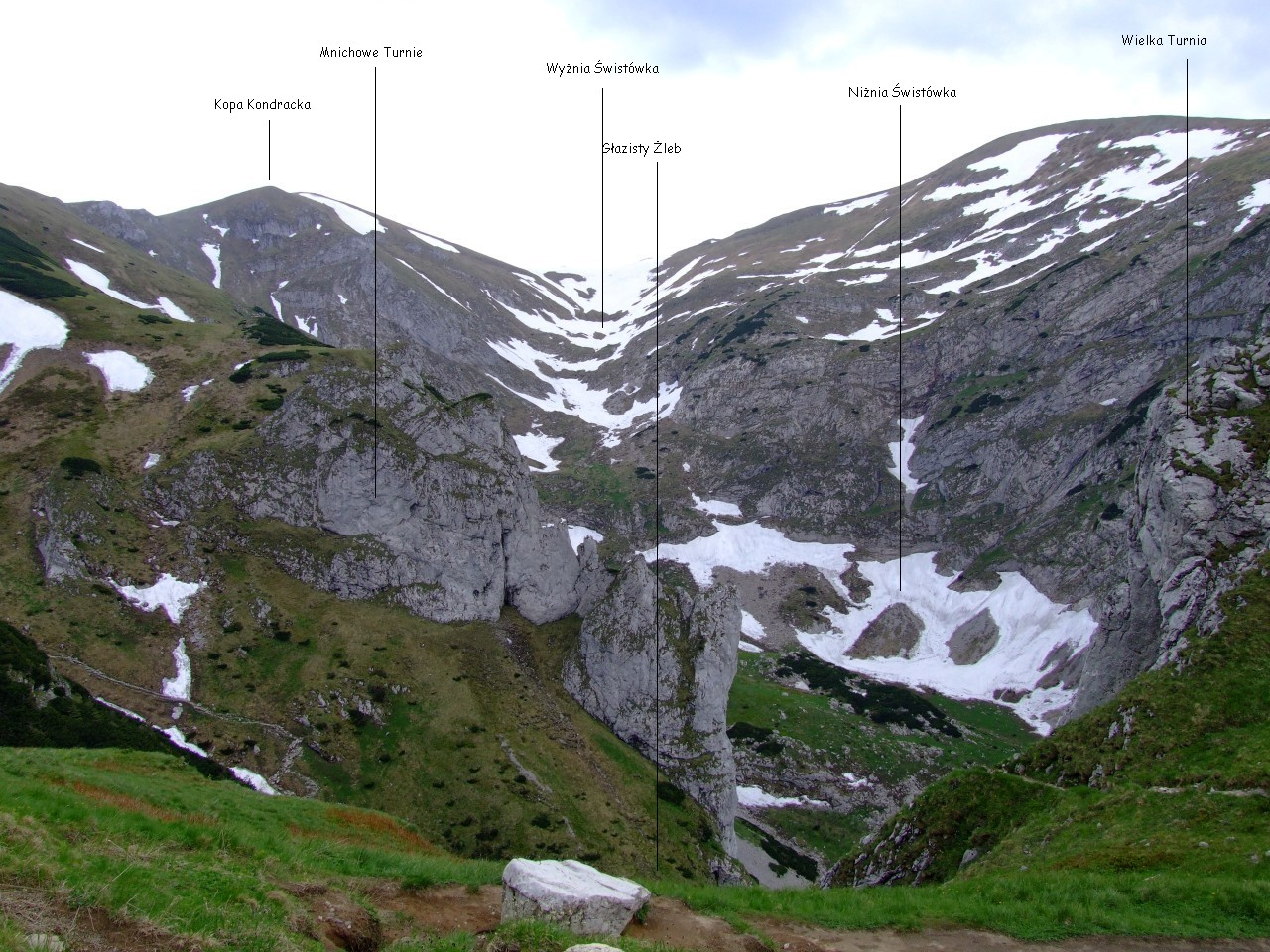
W dole Niżnia Świstówka i ściana Kotlin

Według przeprowadzonych pomiarów ta część jaskini prawdopodobnie łączy się z jaskinią Śnieżna Studnia. W przypadku połączenia obu jaskiń deniwelacja Śnieżnej Studni wzrosłaby do około 800 metrów, choć brak przewiewu na dnie Siwego Kotła nie zapowiada łatwej eksploracji.

## Przyroda
W jaskini brak jest szaty naciekowej. Przepływa przez nią kilka stałych cieków i znajduje się kilka zbiorników wody w postaci kałuż i jeziorek. Największe z nich to jeziorko w Sali Grzechotników i jeziorko w najgłębszym punkcie jaskini. Deszcz podziemny występuje w Bocznej Sali. Najprawdopodobniej woda z Siwego Kotła spływa do położonej niżej Śnieżnej Studni.

## Historia poznania
Jaskinia została odkryta w roku 2005 przez członków Speleoklubu Tatrzańskiego w leju krasowym, którym wcześniej interesował się tragicznie zmarły grotołaz Szczepan Masny (jego imieniem nazwano jedną ze studni w jaskini). Osiągnięto wtedy głębokość 98 metrów. Dalsza eksploracja miała miejsce na przełomie lat 2007 i 2008, kiedy to Filip Filar i Michał Parczewski odnaleźli drogę w głąb masywu i zjechali na obecne dno jaskini. Do roku 2008 odkrycie Siwego Kotła zachowywane było w tajemnicy.
Nazwa Siwy Kocioł została przeniesiona z nazwy wcześniej wspomnianego leja, z którego w zimie wydobywały się kłęby siwej pary. Jej autorem jest Paweł Orawiec, współodkrywca jaskini.